# Julia K. Rodeit
Julia K. Rodeit, bürgerlich Katrin Rodeit, geboren als Katrin Julia Ludwig (* 1977 in Ulm, Baden-Württemberg), ist eine deutsche Autorin für Liebesromane. Spezialisiert hat sie sich dabei auf Romane, die an der deutschen Küste spielen. Die gelernte Diplom-Betriebswirtin, Fachrichtung Bank (BA) hat mehrere Romane im Gmeiner-Verlag und beim Aufbau Verlag veröffentlicht. Der endgültige Durchbruch gelang ihr jedoch mit Selbstpublikationen. Viele ihrer Titel schafften es in die Top 10 des Kindle-Rankings, in die Amazon-Charts und auf die BILD-Bestsellerliste. Sommer im kleinen Inselhotel hinterm Deich und Herbst im kleinen Inselhotel hinterm Deich ihrer Inselhotel-Reihe auf Amrum erreichten dabei jeweils Platz 1.

## Leben
Nach dem Abitur 1996 am Wirtschaftsgymnasium der Friedrich-List-Schule in Ulm studierte sie Betriebswirtschaft an der Berufsakademie in Heidenheim. Heute lebt sie mit ihrer Familie am Rande der Schwäbischen Alb in der Nähe von Ulm.

## Wissenswertes
Mit ihrem Roman Sommer im kleinen Inselhotel hinterm Deich ist sie 2022 für den Kindle Storyteller Award nominiert. Julia K. Rodeit ist Mitglied im Selfpublisher Verband e.V. und im Montségur Autorenforum.

## Werke

### Kriminalromane als Katrin Rodeit
- Mein wirst du sein, Gmeiner-Verlag, 2013, ISBN 978-3-8392-1457-2, Band 1 Jule-Flemming-Reihe
- Gefährlicher Rausch, Gmeiner-Verlag, 2014, ISBN 978-3-8392-1571-5, Band 2 Jule-Flemming-Reihe
- Mich sollst du fürchten, Gmeiner-Verlag, 2015, ISBN 978-3-8392-1728-3, Band 3 Jule-Flemming-Reihe
- Alles schläft, einer wacht, Gmeiner-Verlag, 2016, ISBN 978-3-8392-1918-8, Band 4 Jule-Flemming-Reihe
- Lauernde Schatten, Aufbau Verlag, 2021, Band 1 Jessica-Wolf-Reihe
- Tödliches Serum, Aufbau-Verlag, 2021, Band 2 Jessica-Wolf Reihe

### Romane als Julia K. Rodeit
Liebesromane
- Die Insel der vergessenen Träume, 2020, ISBN 978-3-96698-600-7, zusammen mit Christiane Lind
- Sommerküsse in der Toskana, Aufbau Verlag, 2021
- Sommerwind in den Highlands, Aufbau Verlag, 2021
- Sommerliebe in den Dünen, Aufbau Verlag, 2021
- Sommerträume am Gardasee, Aufbau Verlag, 2021
- Sommerglück im kleinen Café am Meer, Selbstpublikation, 2021, ISBN 979-8453155958, Hörbuch bei Audible

Inselträume auf Amrum
- Frühling im kleinen Inselhotel hinterm Deich, Selbstpublikation, 2021, ISBN 979-8538553044, Hörbuch bei Audible
- Winter im kleinen Inselhotel hinterm Deich, Selbstpublikation, 2021, ISBN 979-8774089758, Hörbuch bei Audible.
- Sommer im kleinen Inselhotel hinterm Deich, Selbstpublikation, 2022, ISBN 979-8811970704, Hörbuch bei Audible.
- Herbst im kleinen Inselhotel hinterm Deich, Selbstpublikation, 2022, ISBN 979-8841855286, Hörbuch bei Audible.
- Weihnachten im kleinen Inselhotel hinterm Deich. Kampenwand Verlag, 2023, ISBN 978-3-98660-151-5.

Inselträume auf Sylt
- Inselliebe auf Sylt. Belle Epoque Verlag, Dettenhausen 2023, ISBN 978-3-96357-375-0.
- Inselsommer auf Sylt. Selbstpublikation, ISBN 979-8865512547.
- Inselglück auf Sylt. Kampenwand Verlag, 2024, ISBN 978-3-986-60154-6.
- Inselküsse auf Sylt. Kampenwand Verlag, 2024, ISBN 978-3-986-60165-2.